# Albert Mooren
Albert Clemens Maria Hubert Mooren, född 26 juli 1828 i Oedt, död 31 december 1899 i Düsseldorf, var en tysk oftalmolog.
Mooren blev medicine doktor 1854 och var 1862–83 föreståndare för ögonkliniken i Düsseldorf, i vilken stad därefter utövade en vidsträckt praktik. Förutom flera smärre skrifter utgav han Fünf Lustren ophtalmologischer Thätigkeit (1882).